# Velvet Goldmine
Velvet Goldmine es una película de 1998 dirigida por Todd Haynes. Protagonizada por Ewan McGregor, Jonathan Rhys-Meyers, Christian Bale y Toni Collette, el guion fue coescrito por Haynes y James Lyons, siendo el productor ejecutivo Michael Stipe, líder del grupo R.E.M.
La cinta obtuvo 12 nominaciones, incluidas un Premio Óscar a Mejor diseño de vestuario y la Palma de Oro del Festival de Cannes, y 4 galardones que incluyen el premio especial a la mejor contribución artística del Festival de Cannes.

## Sinopsis
Arthur Stuart (Bale), un reportero que investiga la carrera del cantante de Glam rock Brian Slade (Rhys Meyers), misteriosamente asesinado en uno de sus conciertos, descubriendo al poco tiempo que todo había sido una puesta en escena, y cuya carrera decae hasta desaparecer tras eso. Para ello, debe entrevistar a las personas que fueron parte de su vida en ese entonces; Curt Wild (McGregor), un amigo también cantante con el que colaboró en varios de sus discos, Mandy Slade (Colette), su exesposa y Jerry Devine, su mánager. 

## Producción
El título está inspirado en una canción homónima escrita por David Bowie, que fue incluida como una cara B en el álbum The Rise and Fall of Ziggy Stardust and the Spiders from Mars, cumbre del movimiento glam y considerado uno de los mejores álbumes de la historia del rock.

"Es el nombre de una canción de Bowie escrita en 1971. No fue lanzada oficialmente, excepto como un lado B de una re-edición de Space Oddity en 1975. Por un tiempo, fue una gema perdida para los fans. Ahora está más escuchada porque viene como bonus track del cd de Ziggy Stardust. Yo quería la canción, ésa y otras, para la película, pero Bowie no quiso que su música fuera usada".
Todd Haynes (Página 12, 8 de abril de 1999) 

Aunque la historia es ficticia es obvia la inspiración que tuvo Haynes en los cantantes Jobriath, David Bowie, Lou Reed e Iggy Pop. En un principio Haynes tenía planeado hacer una especie de biografía sobre David Bowie durante su etapa de Ziggy Stardust pero el artista se negó, debido a que tenía planeado hacer él mismo una película basada en su personaje glam. Debido a esto los dos personajes principales de Velvet Goldmine son ficticios, aunque influidos por las figuras de Bowie e Iggy Pop. 

"Creo que mi interés en el glam rock nació a raíz de una nueva manera de entender la homosexualidad en el mundo de la cultura pop. En el verano de 1974, cuando yo estaba en la secundaria y la escena del glam rock que ves en Velvet Goldmine estaba desapareciendo, fui a la casa de un amigo y escuchamos Diamond Dogs de Bowie y Billion Dollar Babies de Alice Cooper, y recuerdo cuánto me impresionaron las tapas de esos discos. El arte era tan intenso. Tenían el tipo de horror gótico y de sugerencia sexual a la que siempre termina respondiendo un adolescente. Aun así, no fue hasta la universidad que empecé a conocer y entender a Bowie, Eno, Roxy Music, Velvet Underground y The Stooges, y algunas de las bandas norteamericanas que estaban influenciadas por el glam. Ahí empecé a ver que el glam era un movimiento cultural que incorporaba muchos elementos distintos, incluyendo la estética visual, para crear un sonido y un estilo".
Todd Haynes (Página 12, 8 de agosto de 1999) 

## Recepción crítica
La película independiente fue bien recibida por la crítica y tuvo una ganancia moderada en la taquilla. En IMDb, computados más de 38.000 votos, obtiene una puntuación de 6,9 sobre 10. En FilmAffinity con 5.398 valoraciones obtiene una media de 6,5 sobre 10. En el agregador Rotten Tomatoes obtiene la calificación de "fresco" para el 60% de las 50 críticas profesionales, cuyo consenso señala "su enfoque visual y narrativo acorde al tema que trata aunque el resultado global es inferior a la suma de sus partes", y para el 80% de las más de 25.000 opiniones recabadas entre los usuarios del portal.
Omar Khan en el diario El País la calificó de "singular película". Javier Ocaña para la revista Cinemanía destacó que "Haynes atrapa la atmósfera del movimiento y aprovecha la música. Poco más". Peter Travers en Rolling Stone incidió en que "la trama sólo ralentiza una película que funciona mejor como un festival visual y sonoro(...) Recreando la época como un magnífico sueño carnal, Haynes celebra el arte de lo posible". Janet Maslin para The New York Times afirmó que "Haynes reimagina brillantemente el glam de los 70 como un mundo nuevo y audaz de teatralidad electrizante y posibilidades sexuales".

## Banda sonora
La banda sonora fue una parte muy importante en la película. Estuvo coordinada también por Michael Stipe y cuenta con varias canciones clásicas del Glam Rock, algunas en su versión original y otras versionadas por artistas coetáneos a la película.
Además de los grupos y solistas ya conocidos se formaron dos supergrupos ex profeso para grabar la banda sonora integrados por primeras figuras de la música alternativa:
- Wylde Rattz: Mark Arm de Mudhoney, Ron Asheton de The Stooges, Thurston Moore y Steve Shelley de Sonic Youth, Mike Watt de Minutemen y Don Fleming de Gumball.
- Venus In Furs: Thom Yorke y Jonny Greenwood de Radiohead, Andy Mackay de Roxy Music, Bernard Butler de Suede y Paul Kimble de Grant Lee Buffalo.

Listado de canciones de la banda sonora:
- 01. «Needle In The Camel's Eye» - Brian Eno. Versión original de la canción.
- 02. «Hot One» - Shudder To Think. Canción compuesta expresamente para la película.
- 03. «20th Century Boy» - Placebo. Versión de la canción de T. Rex.
- 04. «2HB» - Venus In Furs. Versión de la canción de Roxy Music.
- 05. «T.V. Eye» - Wylde Ratttz. Versión de la canción de Iggy Pop & The Stooges.
- 06. «Ballad Of Maxwell Demon» - Shudder To Think. Canción expresamente compuesta para la película.
- 07. «The Whole Shebang» - Grant Lee Buffalo. Canción expresamente compuesta para la película.
- 08. «Ladytron» - Venus In Furs. Versión de la canción de Roxy Music.
- 09. «We Are The Boys» - Pulp. Canción compuesta expresamente para la película.
- 10. «Virginia Plain» - Roxy Music. Versión original de la canción.
- 11. «Personality Crisis» - Teenage Fanclub/Donna Matthews. Versión de la canción de The New York Dolls.
- 12. «Satellite Of Love» - Lou Reed. Versión original de la canción.
- 13. «Diamond Meadows» - T. Rex. Versión original de la canción.
- 14. «Bitter's End» - Paul Kimble/Andy MacKay. Versión de la canción de Roxy Music.
- 15. «Baby's On Fire» - Venus In Furs. Versión de la canción de Brian Eno.
- 16. «Bitter-Sweet» - Venus In Furs. Versión de la canción de Roxy Music.
- 17. «Velvet Spacetime» - Carter Burwell. Canción compuesta expresamente para la película.
- 18. «Tumbling Down» - Venus In Furs. Versión de la canción de Steve Harley.
- 19. «Make Me Smile (Come Up And See Me)» - Steve Harley. Versión original de la canción.
- 20. «Cosmic Dancer» - T. Rex. Versión original de la canción.

## Premios y nominaciones
- Premios Óscar
  - Mejor diseño de vestuario

- Premios BAFTA
  - Mejor diseño de vestuario
  - Mejor Maquillaje

- Festival Internacional de Cine de Cannes
  - Mejor contribución artística
  - nominada a la Palma de oro

Festival internacional de Edimburgo
- Channel 4 Director's Award

Premios GLAAD
- Mejor película (Limitada)

Independent Spirit Awards
- Mejor fotografía
- Mejor Director
- Mejor Película

London Critics Circle Film Awards
- Mejor actor nuevo (Jonathan Rhys Meyers)